# Massís de Mulanje
El massís de Mulanje, també conegut com el mont Mulanje, és un gran inselberg al sud de Malawi. El pic Sapitwa, és el punt més alt del massís amb 3.002 m, esdevenint alhora el punt més alt de Malawi. Es troba a 65 km a l'est de Blantyre,  pujant bruscament des de les planes circumdants de Phalombe i el districte de Mulanje. Forma part d'una ecorregió que es proposa anomena Arxipèlag Montà del Sud-est d'Àfrica (SEAMA).

## Geografia
La muntanya forma part de la Reserva Forestal de la Muntanya Mulanje. El xiprer autòcton de Mulanje (Widdringtonia whytei) ha estat tant fortament explotada que es considera en perill d'extinció. El parc conté els últims rodals d'aquest arbre, així com una sèrie d'altres espècies vegetals i animals, afromontanes moltes d'elles endèmiques de la zona. Alguns exemples inclouen papallones del bosc, ocells com l'Aleta del Thyolo i l'Apalis alablanca, un camaleó nan, geckos, escíncids, la granota de l'ordre artrolèptidsi una rara espècie d'escíncid sense extremitats. El terreny al voltant del parc està amenaçat per l'augment de la població, els patrons d'ús del sòl, com ara la neteja de boscos per a l'agricultura i la fusta, així com espècies invasores com el gerd daurat de l'Himàlaia (Rubus ellipticus) i el pi mexicà groc (Pinus patula).

## Poblament
Segons les llegendes del poble Chewa, els pobladors que vivien a Malawi abans de la seva arribada es coneixen com a Akafula.
Tot i que encara no s'ha trobat art rupestre a Mulanje, si que s'ha identificat en turons propers a Machemba i Mikolongwe. Investigacions recents de la Universitat Catòlica ha descobert llocs de fabricació d'estris al llarg de la plataforma de Thuchila que es remunten a l'edat de pedra mitjana, fa uns 100.000 anys.
La principal immigració bantú va venir de la conca del Congo a la dècada de 1600, amb el poble Mang'anja instal·lant-se en diversos llocs al voltant de l'àrea de Mulanje. Es tractava de gent pacífica que es va guanyar un mitjà de vida amb el sòl i els recursos naturals locals. La població local va tenir contacte amb el món exterior a través dels àrabs de la costa, els navegants portuguesos, i els comerciants del poble Yao que portaven mercaderies per canviar-les per ivori i esclaus.
Els comerciants Yao van arribar al nord-est cap a la riba sud del llac Malawi (aleshores el llac Nyasa) i les zones altes de Malawi a la dècada de 1800, escapant dels seus propis conflictes tribals interns. Amb la forta demanda costanera, les incursions per la captura d'esclaus als pobles de Mang'anja van augmentar fortament provocant la seva dispersió. Aquesta situació va ser observada per David Livingstone quan va viatjar a aquesta zona a mitjans del segle XIX, i per aquest motiu va promoure l'arribada de missioners i colons escocesos a la zona. Malgrat els intents de desenvolupar una relació amistosa, el conflicte amb els Yao va augmentar i això aviat va provocar episodis de violència. A la dècada de 1890, els britànics havien vist la necessitat d'establir un protectorat i van establir una administració militar al nord de la muntanya a Fort Lister, i al sud a Fort Anderson. La dotació de personal d'aquests forts amb soldats indis va iniciar els vincles ara llargs de Malawi amb el subcontinent indi.
L'assentament europeu es va desenvolupar a partir de les extenses finques de te que van esdevenir primer cultiu significatiu fora dels seus països d'origen. Les missions catòliques també continuen ampliant els seus serveis en educació i atenció primària de salut.